# Klosterneuburger Mostwaage
Die Klosterneuburger Mostwaage (KMW) ist eine Senkspindel zum Messen des Zuckergehalts von Traubenmost in Gewichtsprozent (g/100 g). Ihre Skala zeigt Klosterneuburger Zuckergrade (°KMW) an.
Ein Grad Klosterneuburger Mostwaage (1 °KMW) entspricht {\displaystyle {\tfrac {1}{17}}} des Massengehaltes einer wässrigen Saccharoselösung von 20 %. Da der mutmaßliche Gehalt an zuckerfreiem Extrakt von vornherein abgezogen ist, stimmen die angezeigten Werte nur bei einem Zuckergehalt von etwa 20 % und einem Gehalt an zuckerfreiem Extrakt von 3 %. Bei höherem Zuckergehalt zeigt die Waage zu niedrige, bei geringerem zu hohe Werte an.
Die Klosterneuburger Mostwaage wurde vom ersten Direktor des Önologisch-Pomologischen Institutes in Klosterneuburg (Höhere Bundeslehranstalt und Bundesamt für Wein- und Obstbau), Freiherrn August Wilhelm von Babo, 1861 im österreichischen Weinbau eingeführt und später vom italienischen Weinbau als Babo-Grade übernommen.

## Internationaler Gebrauch
Für das Mostgewicht, d. h. den Zuckergehalt des Saftes, werden international unterschiedliche Einheiten verwendet. Die Klosterneuburger Zuckergrade werden vor allem in Österreich, Italien, Ungarn, der Slowakei sowie den Staaten des ehemaligen Jugoslawien verwendet, sprich dem Einflussbereich des ehemaligen Österreich-Ungarn.
In Deutschland, der Schweiz und Luxemburg wird das Grad Oechsle (°Oe) verwendet. Klosterneuburger Zuckergrade können mit folgender Formel exakt in Grad Oechsle umgerechnet werden:
{\displaystyle \mathrm {^{\circ }Oe} =\mathrm {^{\circ }KMW} \cdot \left(4{,}54+0{,}022\cdot \mathrm {^{\circ }KMW} \right)}
In Frankreich, Portugal und Spanien hingegen ist Grad Baumé (°Bé) in Verwendung. Grad Baumé stehen in folgendem Verhältnis zu °KMW:
{\displaystyle \mathrm {^{\circ }B{\acute {e}}} ={\frac {\mathrm {^{\circ }KMW} }{1{,}53}}}

## Umrechnung in Volumenprozent Alkohol
Zucker wird beim Gärprozess zu annähernd gleichen Gewichtsteilen in Alkohol und Kohlendioxid umgewandelt. Deshalb kann, sofern alle vergärbaren Mostanteile vergoren werden, aus dem ursprünglichen Zuckeranteil in Grad KMW der Alkoholgehalt in Vol.-% folgendermaßen berechnet werden (Formel 1, einfache Annäherung):
{\displaystyle {\text{Vol.-}}\%\,\mathrm {Alkohol={\frac {1{,}267\cdot \mathrm {^{\circ }KMW} }{0{,}267\cdot \mathrm {^{\circ }KMW} +200}}\cdot 100} }
Eine bessere Annäherung wird durch folgende Formel 2 erreicht, welche von der Landesregierung Niederösterreich offiziell verwendet wird:
{\displaystyle {\text{Vol.-}}\%\,\mathrm {Alkohol={\frac {1{,}267\cdot (0{,}71173\cdot \mathrm {^{\circ }KMW} -2{,}55)}{0{,}267\cdot (0{,}71173\cdot \mathrm {^{\circ }KMW} -2{,}55)+100}}\cdot 100} }
| °KMW | Alkoholgehalt Vol.-% lt. Formel 1 | Alkoholgehalt Vol.-% lt. Formel 2 |
| ---- | --------------------------------- | --------------------------------- |
| 5    | 3,1 %                             | 1,3 %                             |
| 10   | 6,3 %                             | 5,7 %                             |
| 17   | 10,5 %                            | 11,8 %                            |
| 18   | 11,1 %                            | 12,7 %                            |
| 19   | 11,7 %                            | 13,5 %                            |
| 20   | 12,3 %                            | 14,4 %                            |